# 安德里奇科韋
47°28′1″N 31°23′33″E / 47.46694°N 31.39250°E
安德里奇科韋（烏克蘭語：Андрійчикове），是烏克蘭的村落，位於該國南部尼古拉耶夫州，由沃茲涅先斯克區負責管轄，始建於1900年，面積0.36平方公里，海拔高度104米，2001年人口111。